# 俄罗斯苏维埃联邦社会主义共和国功勋建设者
俄罗斯苏维埃联邦社会主义共和国功勋建设者（俄语：Заслуженный строитель РСФСР），简称“苏俄功勋建设者”，是苏联时期俄罗斯苏维埃加盟国授予建设者的一个荣誉称号。

## 历史
“苏俄功勋建设者”的称号由1961年7月6日根据俄罗斯苏维埃联邦社会主义共和国最高苏维埃主席团的法令设立。授予取得卓越贡献的建筑工人、营建经理、设计工程师和建造工程师等工程建设者。在获得该荣誉称号的同时，也会得到苏俄最高苏维埃主席团发放的证书和胸章。
1992年，在经历苏联解体后，“俄罗斯苏维埃联邦社会主义共和国”更改国号为“俄罗斯联邦”，该荣誉称号中的“俄罗斯苏维埃联邦社会主义共和国”字样被“俄罗斯联邦”所取代。1995年12月30日俄罗斯联邦总统令第1341号正式取消了这一称号，并重新设立了新的荣誉称号“俄罗斯联邦功勋建设者”。

## 部分获得者
- 尼古拉·费奥多罗维奇·舍斯托帕洛夫（1919年 - 2006年），苏联工程兵元帅。